# 캘리포니아 주립 대학교 노스리지
캘리포니아 주립 대학교 노스리지(California State University, Northridge, CSUN)는 미국 캘리포니아주 로스앤젤레스의 이웃 지역 노스리지에 위치한 공립 대학이다. 등록 학생 수는 2021년 가을 기준 38,551명이며 캘리포니아 주립 대학교 시스템 전체에서는 3번째로 큰 학교이며 학사를 추구하는 학생 수로는 2위를 차지한다.
134개의 각기 다른 학사 및 석사 프로그램을 70개 분야에서 제공하며, 4개의 박사 프로그램과 24개의 교육 인증을 제공한다.